# Trying Not to Love You
«Trying Not to Love You» —en español: «Tratando de no amarte»— es la octava canción y quinto sencillo del álbum de estudio Here And Now perteneciente a la banda canadiense de rock Nickelback.

## Vídeo musical
El vídeo musical de "Trying Not to Love You" fue lanzado el 17 de agosto de 2012 en Youtube y está protagonizado por Jason Alexander y Brooke Burns.

## Posiciones en la lista
| Listas (2011-12)                            | Máxima posición |
| ------------------------------------------- | --------------- |
| Australia (ARIA Singles Chart)              | 66              |
| Austria (Ö3 Austria Top 40)                 | 67              |
| Bélgica (Flandes) (Ultratip Bubbling Under) | 9               |
| Canadá (Canadian Hot 100)                   | 93              |
| Estados Unidos (Billboard Hot 100)          | 104             |
| Países Bajos (Mega Single Top 100)          | 98              |